# Урочище Плоске
Уро́чище Пло́ске — лісовий заказник місцевого значення.
Розташований на південно-східній стороні на відстані приблизно 12 км від м. Єнакієве та на південно-західній стороні від селища Ольховатка. Статус заказника присвоєно рішенням облвиконкому № 276 27 червня 1984 року. Площа — 129 га. Розташований у кварталах 151—155 Єнакіївського лісництва Горлівського держлісгоспу. З заказником працюють Горлівський держлісгосп і Єнакіївське лісництво.
Лісове урочище Плоске розташоване на Балці Плоскій, лівій притоці річки Булавинки. Це один із тихих куточків у центральній частині Донбасу, Байрачний ліс штучного походження. На всій території безроздільно панує дуб. На частку ясена, береста і клена татарського припадає лише 2 % лісової площі. Масив створювався в 1914—1915 рр. Дуби мають висоту 16 м, діаметр 24 см.